# 東中間駅
東中間駅（ひがしなかまえき）は、福岡県中間市東中間三丁目にある筑豊電気鉄道筑豊電気鉄道線の駅。駅番号はCK12。

## 歴史
- 1956年（昭和31年）10月15日：開業。

## 駅構造
相対式ホーム2面2線の地上駅。上りホームには店舗が併設されている。無人駅。
| ホーム | 路線        | 行先                 | 備考 |
| ------ | ----------- | -------------------- | ---- |
| 1      | ■筑豊電鉄線 | 楠橋・筑豊直方方面   |      |
| 2      | ■筑豊電鉄線 | 永犬丸・黒崎駅前方面 |      |

※実際には上記ののりば番号標はない、上記の番号は列車運転指令上の番線番号である。

## 利用状況
2021年度の1日平均乗降人員は552人である。
近年の1日平均乗降人員は下表のとおりである。
| 年度               | 1日平均 乗降人員 |
| ------------------ | ---------------- |
| 2008年（平成20年） | 886              |
| 2009年（平成21年） | 822              |
| 2010年（平成22年） | 693              |
| 2011年（平成23年） | 721              |
| 2012年（平成24年） | 751              |
| 2013年（平成25年） | 730              |
| 2014年（平成26年） | 691              |
| 2015年（平成27年） | 700              |
| 2016年（平成28年） | 701              |
| 2017年（平成29年） | 688              |
| 2018年（平成30年） | 631              |
| 2019年（令和元年） | 637              |
| 2020年（令和2年）  | 518              |
| 2021年（令和3年）  | 552              |

## 駅周辺
- 梅安天満宮 - 福岡県道48号中間引野線沿いにある。梅の名所として知られる。
- メガセンタートライアル中間店
- 日本郵政徳若郵便局
- レガネット中間
- ユナイテッド・シネマなかま16
- 中間東幼稚園
- 扇ヶ浦団地
- 中間市立中間東中学校

## 隣の駅
筑豊電気鉄道
■筑豊電気鉄道線
通谷駅 (CK11) - 東中間駅 (CK12) - 筑豊中間駅 (CK13)